# Edición del epigenoma

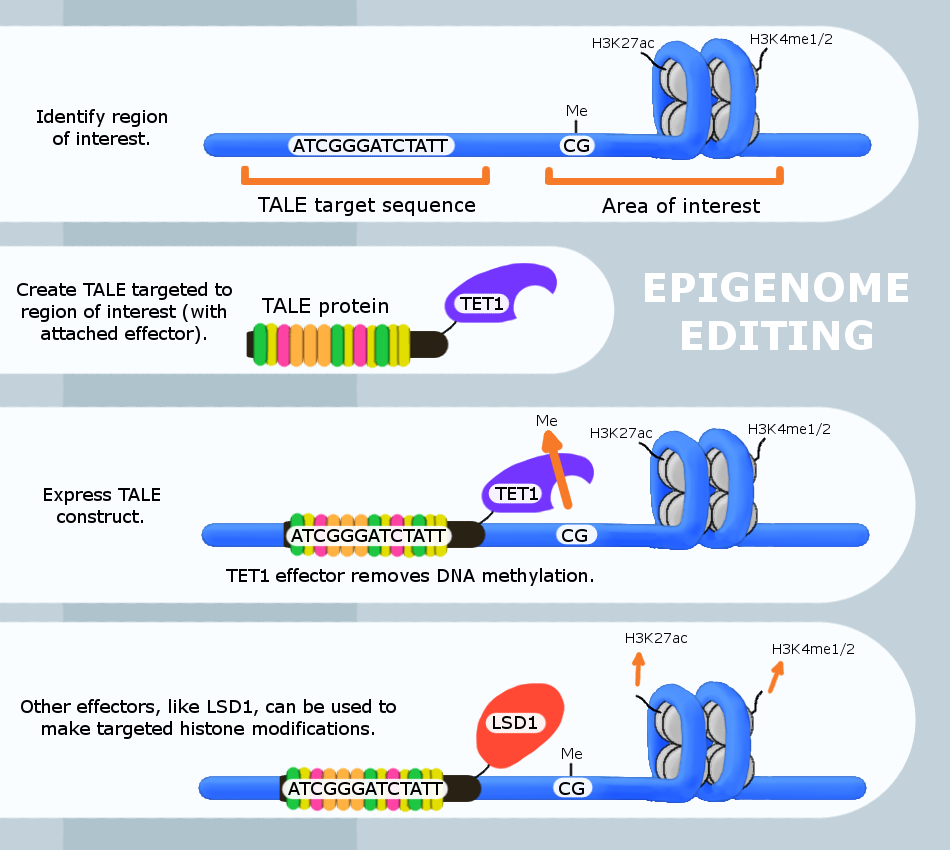
Una descripción visual de cómo se utilizan las proteínas TALE para la edición del epigenoma

La edición del epigenoma o la ingeniería del epigenoma es un tipo de ingeniería genética en la que el epigenoma se modifica en sitios específicos utilizando moléculas diseñadas dirigidas a esos sitios (a diferencia de las modificaciones de todo el genoma). Mientras que la edición de genes implica cambiar la secuencia de ADN en sí, la edición epigenética implica modificar secuencias de ADN y otros factores de unión al ADN que influyen en su funcionamiento. Al "editar" características epigenómicas se puede determinar el papel biológico exacto de una modificación epigenética.
Las proteínas diseñadas que se utilizan para la edición del epigenoma están compuestas por un dominio de unión al ADN que se dirige a secuencias específicas y un dominio efector que modifica las características epigenómicas. Se han utilizado predominantemente tres grupos principales de proteínas de unión al ADN para la edición del epigenoma: proteínas con dedos de zinc, efectores similares a activadores de la transcripción (TALE) y fusiones de Cas9 deficientes en nucleasa (CRISPR).

## Definición
La comparación de mapas epigenéticos de todo el genoma con la expresión genética ha permitido a los investigadores asignar funciones activadoras o represoras a modificaciones específicas. La importancia de la secuencia de ADN en la regulación del epigenoma se ha demostrado mediante el uso de motivos de ADN para predecir la modificación epigenómica. Se han estudiado los mecanismos detrás de la epigenética a partir de análisis bioquímicos y estructurales in vitro. Utilizando organismos modelo se han podido describir el papel de muchos factores de la cromatina mediante estudios knockout. Sin embargo, eliminar un modificador completo de la cromatina tiene efectos masivos en todo el genoma, lo que puede no ser una representación precisa de su función en un contexto específico. Como ejemplo de esto, la metilación del ADN ocurre en regiones repetidas, promotores, potenciadores y cuerpos genéticos. Aunque la metilación del ADN en los promotores de genes generalmente se correlaciona con la represión genética, la metilación en los cuerpos de los genes se correlaciona con la activación de los genes y la metilación del ADN también puede desempeñar un papel en el empalme de genes. La capacidad de apuntar y editar directamente sitios de metilación individuales es fundamental para determinar la función exacta de la metilación del ADN en un sitio específico. Para la edición de metilación del ADN de un sitio específico, así como para la edición de histonas, los sistemas de edición del genoma se han adaptado a sistemas de edición de epigenes. 
Las proteínas de localización del genoma con funciones de nucleasa diseñadas o de origen natural para la edición de genes pueden mutarse y adaptarse a sistemas puramente de administración. Se puede fusionar una enzima o dominio modificador epigenético a la proteína de localización y se pueden alterar modificaciones epigenéticas locales tras el reclutamiento de proteínas.

### Proteínas dirigidas

#### TALE
La proteína efectora similar al activador de la transcripción (TALE) reconoce secuencias de ADN específicas según la composición de su dominio de unión al ADN. Esto permite al investigador construir diferentes proteínas TALE para reconocer una secuencia de ADN objetivo mediante la edición de la estructura proteica primaria de TALE. La especificidad de unión de esta proteína generalmente se confirma mediante inmunoprecipitación de cromatina ChIP y secuenciación de Sanger del fragmento de ADN resultante. Esta confirmación todavía es necesaria en todas las investigaciones sobre reconocimiento de secuencias de TALE. Cuando se utilizan para la edición del epigenoma, estas proteínas de unión al ADN se unen a una proteína efectora. Las proteínas efectoras que se han utilizado para este propósito incluyen la metilcitosina dioxigenasa 1 de translocación diez-once (TET1), la desmetilasa 1A específica de lisina (K) (LSD1) y la proteína 1 de unión a calcio e integrina (CIB1).

#### Proteínas con dedos de zinc
También se ha explorado el uso de proteínas de fusión con dedos de zinc para reconocer sitios para la edición del epigenoma. Se construyó una proteína ZF-TET1 para usar en la desmetilación del ADN. Estas proteínas con dedos de zinc funcionan de manera similar a las proteínas TALE en el sentido de que pueden unirse a secuencias de sitios específicos en el ADN en función de su estructura proteica que puede modificarse. También se ha utilizado un dominio de unión al ADN con dedos de zinc acoplado con la proteína TET1 para inducir la desmetilación de varios genes previamente silenciados. Kungulovski y Jeltsch utilizaron con éxito la deposición guiada por ZFP del gen de metilación del ADN para provocar el silenciamiento del gen, pero la metilación y el silenciamiento del ADN se perdieron cuando se detuvo la señal desencadenante. Los autores sugieren que para que los cambios epigenéticos sean estables, debe haber múltiples depósitos de metilación del ADN de marcas epigenéticas relacionadas o estímulos desencadenantes duraderos. La edición epigenética de ZFP ha demostrado potencial para tratar diversas enfermedades neurodegenerativas.

#### CRISPR-Cas
El sistema Cass de repetición palindrómica corta interespaciada reguladora agrupada (CRISPR) funciona como una nucleasa específica de un sitio de ADN. En el bien estudiado sistema CRISPR de tipo II, la nucleasa Cas9 se asocia con una quimera compuesta de tracrRNA y crRNA. Esta quimera se denomina frecuentemente ARN guía (ARNg). Cuando la proteína Cas9 se asocia con un ARNg específico de una región de ADN, Cas9 escinde el ADN en los loci de ADN específicos. Sin embargo, cuando se introducen las mutaciones puntuales D10A y H840A, se genera una Cas9 catalíticamente muerta (dCas9) que puede unirse al ADN, pero no se escinde. El sistema dCas9 se ha utilizado para la reprogramación epigenética dirigida con el fin de introducir la metilación del ADN en un sitio específico. Al fusionar el dominio catalítico DNMT3A con la proteína dCas9, dCas9-DNMT3a es capaz de lograr la metilación específica del ADN de una región objetivo, como se especifica en el presente ARN guía. De manera similar, dCas9 se ha fusionado con el núcleo catalítico de la acetiltransferasa p300 humana. dCas9-p300 cataliza con éxito la acetilación dirigida de la histona H3 lisina 27.
Una variante de edición del epigenoma CRISPR (llamada FIRE-Cas9) permite revertir los cambios realizados, en caso de que algo salga mal.
CRISPRoff es una proteína de fusión Cas9 muerta que puede usarse para silenciar hereditariamente la expresión genética de "la mayoría de los genes" y permite modificaciones reversibles.

### Proteínas efectoras de uso común
"TET1 induce la desmetilación de la citosina en los sitios CpG". Esta proteína se ha utilizado para activar genes reprimidos por la metilación de CpG y para determinar el papel de los sitios de metilación de CpG individuales. El LSD1 induce la desmetilación de H3K4me1/2, lo que también provoca un efecto indirecto de desacetilación sobre H3K27. Este efector se puede utilizar en histonas en regiones potenciadoras, lo que puede cambiar la expresión de genes vecinos. CIB1 es un criptocromo sensible a la luz, este criptocromo está fusionado a la proteína TALE. Una segunda proteína contiene un compañero de interacción (CRY2) fusionado con un modificador de cromatina/ADN (por ejemplo, SID4X). CRY2 puede interactuar con CIB1 cuando el criptocromo se activa mediante iluminación con luz azul. La interacción permite que el modificador de cromatina actúe en el lugar deseado. Esto significa que la modificación se puede realizar de forma inducible y reversible, lo que reduce los efectos secundarios a largo plazo que causaría la modificación epigenética constitutiva.

## Aplicaciones

### Estudio de la función y actividad potenciadora
Se ha demostrado la edición de regiones potenciadoras de genes en el genoma mediante modificación epigenética dirigida. Este estudio utilizó una proteína de fusión efectora TALE-LSD1 para apuntar a potenciadores de genes, inducir el silenciamiento del potenciador y deducir la actividad del potenciador y el control de genes. Dirigirse a potenciadores específicos seguidos de RT-qPCR específica de locus permite determinar los genes afectados por el potenciador silenciado. Alternativamente, inducir el silenciamiento potenciador en regiones aguas arriba de los genes permite alterar la expresión génica. Luego se puede utilizar RT-qPCR para estudiar los efectos de esto en la expresión genética. Esto permite estudiar en detalle la función y la actividad del potenciador.

### Determinación de la función de sitios de metilación específicos
Es importante comprender el papel que desempeñan los sitios de metilación específicos en la regulación de la expresión genética. Para estudiar esto, un grupo de investigación utilizó una proteína de fusión TALE-TET1 para desmetilar un único sitio de metilación de CpG. Aunque este enfoque requiere muchos controles para garantizar la unión específica a los loci objetivo, un estudio realizado correctamente utilizando este enfoque puede determinar la función biológica de un sitio de metilación de CpG específico.

### Determinar directamente el papel de las modificaciones epigenéticas
La edición epigenética mediante un mecanismo inducible ofrece una amplia gama de usos potenciales para estudiar los efectos epigenéticos en diversos estados. Un grupo de investigación empleó un sistema optogenético de dos híbridos que integraba el dominio de unión al ADN TALE específico de secuencia con una proteína criptocromo 2 sensible a la luz (CIB1). Una vez expresado en las células, el sistema pudo editar de forma inducible las modificaciones de las histonas y determinar su función en un contexto específico.

### Ingeniería funcional
La regulación dirigida de genes relacionados con enfermedades puede permitir nuevas terapias para muchas enfermedades, especialmente en los casos en los que aún no se han desarrollado terapias génicas adecuadas o son inapropiadas. Si bien las consecuencias transgeneracionales y a nivel poblacional no se comprenden completamente, puede convertirse en una herramienta importante para la genómica funcional aplicada y la medicina personalizada. Al igual que con la edición de ARN, no implica cambios genéticos ni los riesgos que los acompañan. En 2021 se describió un ejemplo de un posible uso funcional de la edición del epigenoma: la represión de la expresión del gen Nav1.7 mediante CRISPR-dCas9, que mostró potencial terapéutico en tres modelos de ratón con dolor crónico.
Una investigación evaluó su utilidad para reducir los niveles de proteína tau, regular una proteína implicada en la enfermedad de Huntington, combatir una forma hereditaria de obesidad y el síndrome de Dravet.

## Limitaciones
La especificidad de la secuencia es de vital importancia en la edición del epigenoma y debe verificarse cuidadosamente (esto se puede hacer mediante inmunoprecipitación de cromatina seguida de secuenciación de Sanger para verificar la secuencia objetivo). Se desconoce si la fusión TALE puede provocar efectos sobre la actividad catalítica del modificador del epigenoma. Esto podría ser especialmente importante en proteínas efectoras que requieren múltiples subunidades y complejos como el complejo represivo Polycomb. Las proteínas utilizadas para la edición del epigenoma pueden obstruir ligandos y sustratos en el sitio objetivo. La propia proteína TALE puede incluso competir con factores de transcripción si están dirigidos a la misma secuencia. Además, los sistemas de reparación del ADN podrían revertir las alteraciones de la cromatina e impedir que se realicen los cambios deseados.